# Lev Manovich

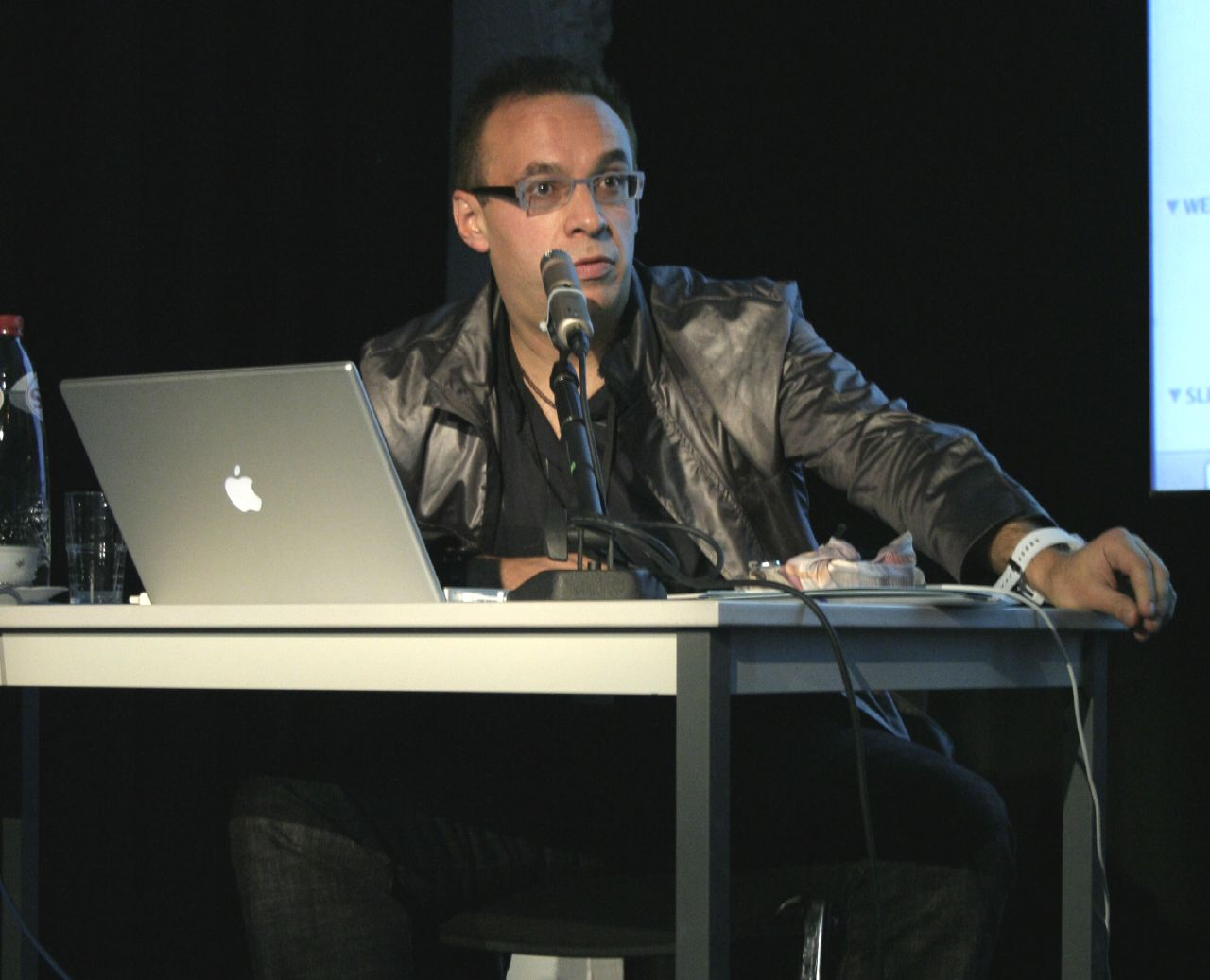
Manovich in 2007

Lev Manovich, geboren in Moskou, is wetenschapper en auteur. Hij is hoogleraar Beeldende Kunst aan de Universiteit van Californië in San Diego en directeur van het Lab voor Culturele Analyse aan het Californisch Instituut voor Telecommunicatie en Informatietechnologie. 
In het boek 'The Language of new media' (2001) behandelt Lev Manovich de eigenheid van de nieuwe media door deze te vergelijken met de oude media in het algemeen en met film in het bijzonder. 
Manovich werkt sinds 1984 ook als kunstenaar, computeranimator, ontwerper en programmeur. Tot zijn kunstprojecten behoren onder andere 'Little movies', het eerste digitale filmproject voor het web (1994-); 'Freud-Lissitzky Navigator', conceptuele software om wegwijs te raken in de twintigste-eeuwse geschiedenis; en 'Anna and Andy', een streaming roman (2000).